# Chéronnac
Chéronnac é uma comuna francesa na região administrativa da Nova Aquitânia, no departamento de Alto Vienne. Estende-se por uma área de 18,90 km². Em 2010 a comuna tinha 336 habitantes (densidade: 17,8 hab./km²).